# 오다 나가마스

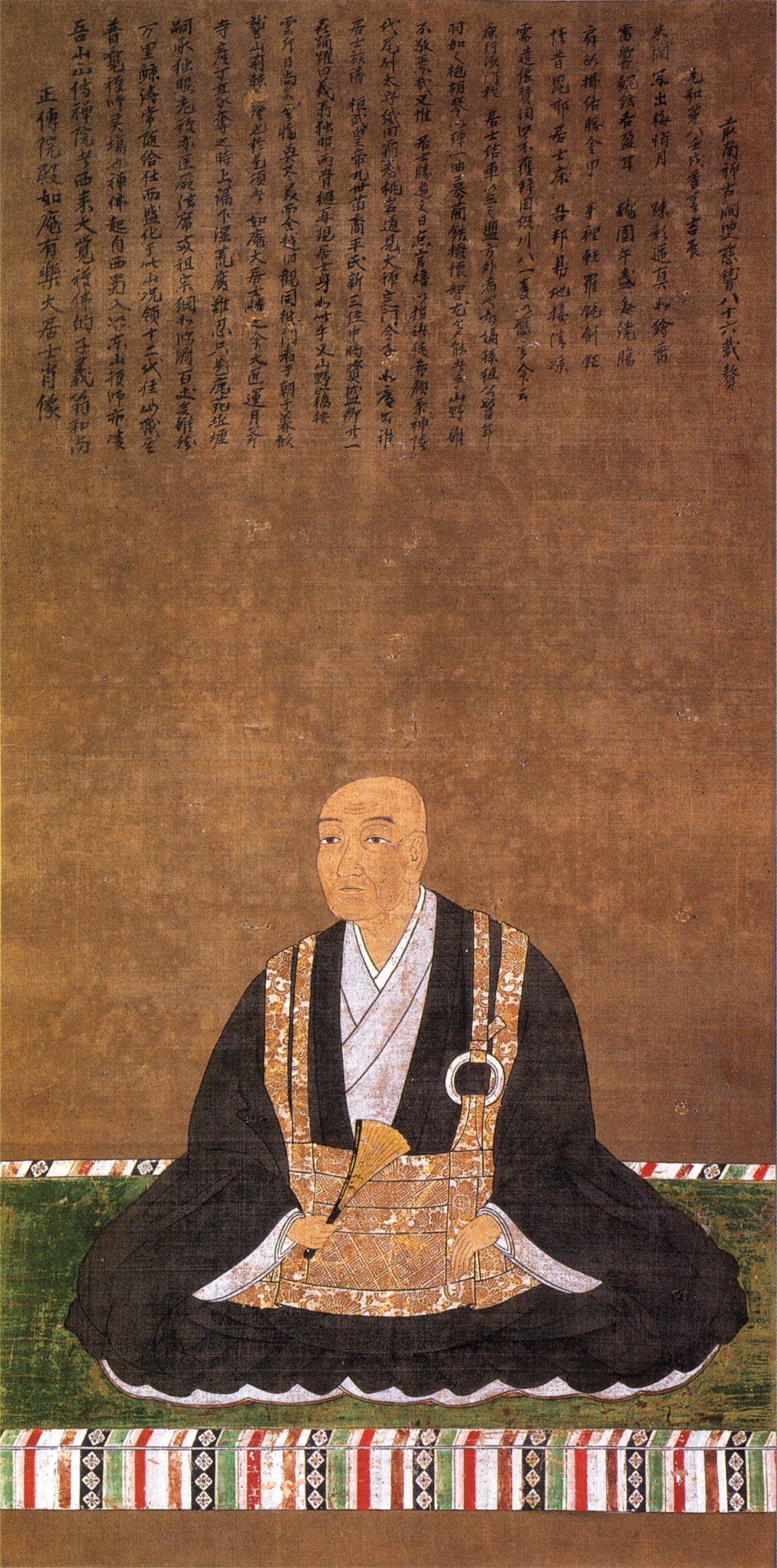
오다 나가마스 초상화 (겐닌지 쇼덴에이겐인 소장)

오다 나가마스(일본어: 織田長益, 1547년 ~ 1621년 1월 24일)는 아즈치모모야마 시대부터 에도 시대 초기까지의 다이묘, 다인이다. 오다씨 나가마스계 종가 시조.
오다 노부히데의 11남으로 호는 우라쿠사이조안(有楽斎如庵, 有樂齋如庵)이며 후대에는 우라쿠(有楽), 우라쿠사이(有楽斎)로도 불렸다.
센노 리큐의 문하생으로서 후에 리큐 십철 중 한 사람으로 알려지며 우라쿠류(有楽流)의 창설자이기도 하다.
| 전임 (오다 노부히데) | 제1대 오다씨 단조노조 분가 나가마스계 당주 1574년 ~ 1622년 | 후임 오다 요리나가 |

|  | 마시타 번 번주 1590년 ~ 1622년 | 후임 폐번 |